# 시리아야생당나귀
시리아당나귀(학명: Equus hemionus hemippus)는 시리아 등 아라비아 반도에 서식하던 야생 당나귀이다. 남획과 서식지 파괴로 1928년에 그 모습이 사라졌다.